# Asterobemisia trifolii
Asterobemisia trifolii là một loài côn trùng cánh nửa trong họ Aleyrodidae, phân họ Aleyrodinae.
Asterobemisia trifolii được Danzig miêu tả khoa học đầu tiên năm 1966.